# 游光爪龍屬
游光爪龍屬（屬名：Albinykus）是獸腳亞目阿瓦拉慈龍科恐龍的一屬，生存於白堊紀晚期的蒙古。
化石發現於蒙古國戈壁沙漠。在2011年，斯特林·奈斯比（Sterling Nesbitt）等人這些化石敘述、命名，模式種是英雄游光爪龍（A. baatar）。正模標本（編號IGM 100/3004）包含骨盆、後肢骨頭。化石被發現時，後肢摺疊於身體下方，呈現類似現代鳥類的坐姿，顯示手盜龍類與現代鳥類有接近親緣關係。目前已在偷蛋龍科、傷齒龍科發現類似鳥類坐姿的化石，而游光爪龍是第一個被發現鳥類坐姿的阿瓦拉慈龍類。科學家推測，這隻游光爪龍可能在沙中窒息而死，而保持這種姿態。
游光爪龍是體型最小的阿瓦拉慈龍類之一，也是體型最小的恐龍之一，體重估計約1公斤。在阿瓦拉慈龍類的演化過程中，牠們的體型逐漸變小。游光爪龍是種進階型阿瓦拉慈龍類，牠們的跗骨完全與其它骨頭癒合，跗骨近端癒合至小腿脛骨、末端癒合至腳掌蹠骨。